# Supercharged
Supercharged (englisch für „überladen“) ist das elfte Studioalbum der US-amerikanischen Punkband The Offspring. Es wurde am 11. Oktober 2024 über das Label Concord Records veröffentlicht.

## Produktion
Das Album wurde von dem US-amerikanischen Musikproduzenten Bob Rock produziert.

## Covergestaltung
Das Albumcover zeigt ein Skelett, das von Blitzen getroffen wird. Oben im Bild befindet sich der blaue Schriftzug The Offspring, während der Titel Supercharged in Weiß am unteren Bildrand steht. Im Hintergrund ist dunkler Sternenhimmel zu sehen. Das Cover und die Schriftzüge sind an Ride the Lightning von Metallica angelehnt.

## Titelliste
| #  | Titel                         | Länge |
| -- | ----------------------------- | ----- |
| 1  | Looking Out for #1            | 3:16  |
| 2  | Light It Up                   | 2:52  |
| 3  | The Fall Guy                  | 2:34  |
| 4  | Make It All Right             | 3:34  |
| 5  | Ok, but This Is the Last Time | 3:23  |
| 6  | Truth in Fiction              | 2:00  |
| 7  | Come to Brazil                | 4:19  |
| 8  | Get Some                      | 2:57  |
| 9  | Hanging by a Thread           | 3:26  |
| 10 | You Can’t Get There from Here | 3:54  |

## Chartplatzierungen und Singles
Supercharged stieg am 18. Oktober 2024 auf Platz sechs in die deutschen Albumcharts ein und belegte in der folgenden Woche Rang 67, bevor es die Top 100 verließ. Ebenfalls die Top 10 erreichte das Album unter anderem in Österreich, Australien und der Schweiz.
| ChartsChartplatzierungen     | Höchstplatzierung | Wochen |
| ---------------------------- | ----------------- | ------ |
| Deutschland (GfK)            | 6 (2 Wo.)         | 2      |
| Österreich (Ö3)              | 3 (2 Wo.)         | 2      |
| Schweiz (IFPI)               | 5 (2 Wo.)         | 2      |
| Vereinigtes Königreich (OCC) | 44 (1 Wo.)        | 1      |

Am 7. Juni 2024 wurde der Song Make It All Right als erste Single veröffentlicht. Die zweite Auskopplung Light It Up erschien am 2. August, bevor am 13. September 2024 das Lied Come to Brazil als dritte Single folgte. Alle drei Songs konnten sich nicht in den Charts platzieren. Zu Make It All Right und Ok, but This Is the Last Time wurden Musikvideos veröffentlicht.

## Rezeption
Supercharged wurde von professionellen Kritikern überwiegend durchschnittlich bis positiv bewertet. So erreichte das Album bei metacritic eine Durchschnittsbewertung von 70 %, basierend auf fünf Rezensionen englischsprachiger Medien.
Bei laut.de erhielt Supercharged zwei von fünf Punkten. Rezensent Steffen Eggert bemängelt, dass es dem Album an „jeder Form von Abrieb, Dreck und der ungestümen Kompromisslosigkeit des Punk“ fehle, stattdessen sei „alles schön glatt wie eine Grammy-Trophäe“ poliert. Auch enthalte es „gewisse Cringe-Momente“ sowie teils „aufgesetzt jugendliches Getue.“ Das Album liefere letztendlich „zwar eine Handvoll sehr guter Ansätze, die aber nur selten fertig gedacht wurden.“
Jörn Schlüter vom Rolling Stone bewertete Supercharged mit 3,5 von fünf Punkten. Das Album strahle „von Anfang bis Ende Energie aus“, wobei „das Schlagzeug in Höchstgeschwindigkeit“ treibe und man ein Gefühl wie bei früheren Veröffentlichungen der Band bekomme, als sie „vor dreißig Jahren halfen, eine neue Inkarnation des Punk ins Rampenlicht zu hieven.“